# Martha Villar López
Martha Villar López es una docente universitaria e investigadora en medicina tradicional. Desde 1998 a 2019 fue la gerente de Medicina Complementaria en EsSalud. Es la actual presidenta del Comité de Medicina Tradicional, Alternativa y Complementaria del Colegio Médico del Perú (CMP) y docente en el Departamento Académico de Medicina Preventiva y Salud Pública Universidad Nacional Mayor de San Marcos (UNMSM).

## Trayectoria
Se graduó como médico cirujano en la Universidad Nacional de Trujillo y cuenta con un título en medicina interna por la Universidad Peruana Cayetano Heredia.
En 2001 publicó el libro Manual de fitoterapia junto a Oscar Villavicencio bajo el auspicio del Programa Nacional de Medicina Complementaria de EsSalud y la Organización Panamericana de la Salud (OPS). En 2021 escribió el artículo Historia de la medicina tradicional en el Perú junto a Hugo Rengifo Cuéllar incluido en el Libro del Bicentenario de la Independencia Nacional 1821-2021.
Ha publicado sus investigaciones en revistas de Colombia (Perspectivas en Nutrición Humana, 2021), Holanda (Advances in integrative medicine, 2020), Italia (Gynecological Endocrinology, 2021), Perú (Revista Peruana de Medicina Integrativa, 2016) y Venezuela (Archivos venezolanos de farmacología y terapéutica, 2021), entre otras publicaciones.

## Reconocimientos
- 2016. Buenas Prácticas en Gestión Pública 2016 (EsSalud)[4]
- 2013. Diploma y premio a su labor (Organización Panamericana de la Salud)[12]